# Corbara (Haute-Corse)
Corbara település Franciaországban, Haute-Corse megyében. Lakosainak száma 942 fő (2022. január 1.). Corbara Aregno, L’Île-Rousse, Pigna és Santa-Reparata-di-Balagna községekkel határos.
Corbara (korzikai A Curbaghja vagy Curbara) 942 lakosú (2022. január 1-jén) francia község Korzika szigetén. Calvi kerülethez és L'Île-Rousse kantonhoz tartozik.

## Földrajza
Corbara község egy 255 méter magas dombon fekszik, Marine de Davia településrész közvetlenül a tengerparton, Korzika északnyugati partjaitól mintegy három kilométerre a szárazföld belsejéig húzódik, területe 10,19 km².
A település tengerparti szakasza északon meglehetősen sík (Baie de Giunchetu), nyugaton pedig túlnyomórészt sziklás, a markáns Punta di Vallitone és Punta di Varcale fokokkal. Legmagasabb pontja a Cima di Sant' Angelo 561 méterrel a tengerszint felett. A településsel határos L'Île-Rousse északkeletről, Santa-Reparata-di-Balagna keletről, Pigna és Aregno pedig délről.
Az RN 197-es parti út a sziget egyik fő útvonala, amely Calvi és Ponte Leccia között halad át a településen.
A község vasútállomása a Bodri nevet viseli, és a Ponte-Leccia-Calvi vonalon található.

## Nevezetességek

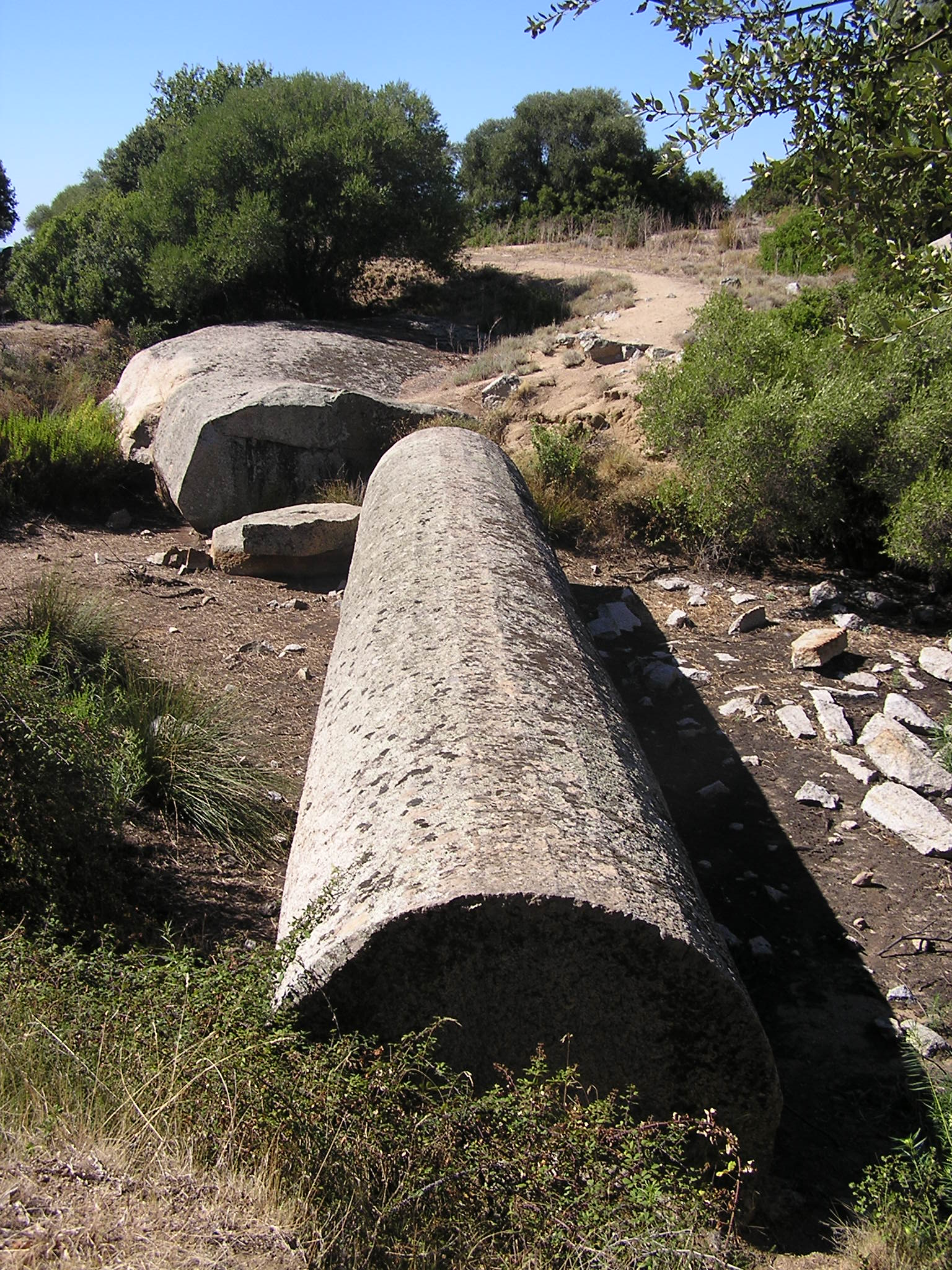
Corbarai monolit

- Corbara-monolit -  Ez a 17,36 méter hosszú, 2,74 méter átmérőjű és közel 272 tonnás gránittömb, mely a 19. század császári törekvéseinek impozáns tanúja. A monolitot 1839-ben tervezték egy Ajaccioban felállítandó monumentális Napóleon-szobor alapjául, de soha nem hagyta el azt a helyet, ahol megformálták.

A kőbánya, ahol ez a kőóriás született, olyan területen található, ahol a gránitot nagy, enyhén hibás kupolák jellemzik. Az algajolai gránitot nagyméretű, mézsárga kristályai, különböző zöldes zárványokat tartalmazó miocitjai, valamint a földpátok és kvarcok burka különbözteti meg. A kőfejtők ezt a monolitot közvetlenül a helyszínen vágták, de szállítási, technikai és pénzügyi nehézségek miatt fel kellett hagyniuk tervükkel.
Ma a monolit egy magánterületen, az egykori kőfejtők házainak romjai mellett található.

## Népesség
A település népességének változása:
| Lakosok száma | 355  | 510  | 583  | 888  | 990  | 957  | 907  | 895  | 901  | 942  |
|               | 1968 | 1982 | 1990 | 2006 | 2013 | 2015 | 2017 | 2019 | 2020 | 2022 |